# Wendell Marshall
Wendell Marshall (St. Louis, 24 oktober 1920 - aldaar, 6 februari 2002) was een Amerikaans jazzbassist.

## Carrière
Marshall werd door zijn neef Jimmy Blanton gemotiveerd om als jazzbassist te werken. Al tijdens zijn collegetijd aan de Universiteit van Lincoln in Jefferson City speelde Marshall in 1942 kortstondig in de band van Lionel Hampton. Na drie jaar in de United States Army werkte hij in 1946/1947 in het trio van Stuff Smith en keerde hij daarna terug naar St. Louis, waar hij een eigen band formeerde. In 1948 ging hij naar New York en werd daar lid van het Mercer Ellington Orchestra, gevolgd door zijn spel in het Duke Ellington Orchestra van 1948 tot 1955, waar hij Oscar Pettiford verving. Bovendien was hij van 1956 tot 1963 een gevraagd sessiemuzikant en werkte hij mee aan plaatopnamen van Art Blakey, Donald Byrd, Gigi Gryce, Milt Jackson, Hank Jones, Mary Lou Williams, Kenny Clarke en Lem Winchester. Daarna werkte hij vooral in theater-orkesten op Broadway. Hij speelde ook nu en dan solo-passages in de Blanton/Pettiford-stijl.
In 1955 nam hij zijn enige album Wendell Marshall with the Billy Byer Orchestra op bij RCA Records. In 1968 trok hij zich terug in zijn geboortestad om te gaan werken als verzekeringsmakelaar.

## Overlijden
Wendell Marshall overleed op 6 februari 2002 op 81-jarige leeftijd.
- Biblioteca Nacional de España: XX1741681
- Bibliothèque nationale de France: cb13897127t (data)
- Gemeinsame Normdatei: 134456300
- International Standard Name Identifier: 0000 0000 5941 1091
- Library of Congress Control Number: n88664111
- MusicBrainz: 02aeb577-94dd-4f45-8a7f-5a51bd6d2329
- Nationale Bibliotheek van Israël: 987007413523205171
- Istituto Centrale per il Catalogo Unico: LO1V403617
- SNAC: w6gm8v4j
- Système universitaire de documentation: 156839288
- Virtual International Authority File: 10033979
- WorldCat: E39PBJyMdgbd8t4qdPmjhDYByd